# جيرفيل فلوريس
جيرفيل جيرالدين فلوريس (بالألمانية: Gerphil Flores)‏ (29 سبتمبر 1990) هي مغنية كروس أوفر سوبرانو كلاسيكية ألمانية من أصل فليبيني.
في عام 2015، انضمت إلى الموسم الافتتاحي الأول لبرنامج أسيا جوت تالنت حيث احتلت المركز الثاني.
كانت تسمى «فتاة آسيا الذهبية».